# Rożnów (Ukraina)
Rożnów (ukr. Рожнів) – wieś w rejonie kosowskim obwodu iwanofrankiwskiego, założona w 1452 r.
Wieś liczy 5563 mieszkańców.

## Historia
W II Rzeczypospolitej, 15 lipca 1924 gminę jednostkową Rożnów odłączono od powiatu śniatyńskiego, włączając ją do powiatu kosowskiego województwa stanisławowskiego. . Od reformy gminej 1 sierpnia 1934 miejscowość była siedzibą zbiorowej gminy wiejskiej Rożnów w powiecie kosowskim.